# Sztelin-patak
A Sztelin-patak Visegrádi-hegységben, a Nyerges-hegy és az Asztal-kő között, körülbelül 400 méter magasan ered, Szentendre Sztaravoda nevű városrésze felett. A patak egy völgyben halad a Kada-csúcs és Pismány között, majd Tyúkosdűlő városrész lakott területére ér. Medre keresztezi a 11-es főutat, végül a Pap-szigettől északra torkollik a Duna szentendrei ágába. A vízfolyás hossza körülbelül 2 km.

## Part menti település
- Szentendre